# Ngaow
Somdet Chaofa Jaya Raja Varman Ngaow, kurz (Prinz) Ngaow (Nagaya; * 1802 in Vientiane; † im 19. Jahrhundert), war General der Armee des laotischen Königreichs Vientiane.

## Leben
Prinz Ngaow war der zweitälteste Sohn des Königs Anuvong von Vientiane und wurde beim Königlichen Pagenkorps in Bangkok ausgebildet. 1826 wurden er und viele Männer aus Laos dazu gezwungen, Kanäle auszuheben und Bäume zu fällen. Dabei kam es zu Beleidigungen und körperlichen Züchtigungen. Nach der Rückkehr des Prinzen und anderer Männer wurden diese Maßnahmen zum Anlass einer Revolte gegen die übermächtigen Siamesen. General Ngaow begleitete seinen Vater zwischen Oktober 1827 und Juni 1828 nach Annam an den Hof von Huế.
Zwischen 1827 und 1828 war Ngaow Oberkommandierender der Armee von Vientiane, doch wurde diese am 18. Oktober 1828 bei Bokvarn (Nong Khai) vernichtend geschlagen. Ngaow wurde im Gegensatz zu den meisten anderen Mitgliedern der königlichen Familie von den Siamesen niemals gefangen. Gerüchten aus laotischen und französischen Kreisen (die dabei eigene territoriale Interessen verfolgt haben könnten) zufolge soll er viele Jahre überlebt und Nachkommen hinterlassen haben.